# No3b
no3b (яп. ノースリーブス, Но:сури:бусу) (произносится Но: сли́:вз или Но: сри́:бс) — подгруппа команды A японской женской идол-группы AKB48, продюсируемая Ясуси Акимото.
Дебютировала в 2008 году и на настоящий момент имеет в своём активе пять синглов, попавших в первую десятку Орикона. Также группа выпустила два цифровых сингла под именем Persona (яп. ペルソナ Пэрусона). Первый альбом группы вышел в начале 2011 года.
Название группы — стилизованная версия словосочетания «no sleeves», васэй-эйго-термина для майки.

## Участницы
- Харуна Кодзима
- Минами Такахаси
- Минами Минэгиси

## Дискография

### Альбомы
| Год  | Название | Oricon | Продажи по данным Oricon |
| ---- | --- | ------ | ------------------------ |
| 2011 | No Sleeves (яп. ノースリーブス Но:сури:бусу) - Дата: 1 января 2011 года - Лейбл: Sony (ESCL-3541) - Форматы: CD, Цифровой формат | 1      | 79 тыс.                  |

### Синглы
| Дата | Название                                                             | Примечания                         | Место  | Место                   | Место                | Альбом |
| Дата | Название                                                             | Примечания                         | Oricon | Billboard Japan Hot 100 | RIAJ digital tracks* | Альбом |
| ---- | -------------------------------------------------------------------- | ---------------------------------- | ------ | ----------------------- | -------------------- | ------ |
| 2008 | «3seconds»                                                           | Цифровой сингл как группа Persona. | —      | —                       | —                    | no3b   |
| 2008 | «Relax!»                                                             |                                    | 13     | 24                      | —                    | no3b   |
| 2008 | «Christmas Present» (яп. クリスマスプレゼント Курисумасу Пурэдзэнто) | Цифровой сингл как группа Persona. | —      | —                       | —                    | no3b   |
| 2009 | «Tane» (яп. タネ Танэ, «»)                                           |                                    | 9      | 46                      | —                    | no3b   |
| 2009 | «Kiss no Ryuusei» (яп. キスの流星 Кису но рю:сэй, «»)                |                                    | 8      | 17                      | 72                   | no3b   |
| 2010 | «Lie»                                                                |                                    | 5      | 10                      | 41                   | no3b   |
| 2010 | «Kimi Shika» (яп. 君しか Кими сика, «Только ты»)                     |                                    | 6      | 12                      | 94                   |        |
| 2011 | «Answer»                                                             |                                    | 2      | 3                       |                      |        |

*RIAJ Digital Tracks осн. в апреле 2009 года.